# Иванков, Александр Дмитриевич
Александр Дмитриевич Иванков (17 октября 1949, Чирчик, Ташкентская область — 6 июня 2004, Ташкент) — советский футболист, защитник ташкентского «Пахтакора», тренер. Мастер спорта СССР , Заслуженный тренер Узбекской ССР (1986).

## Карьера

### Футболист
В детстве увлекался прыжками в воду, однако затем он выбрал футбол. Первым тренером Иванкова был Вадим Терещенко. Служил в армии в Будапеште. Там его приметил Всеволод Бобров, который рекомендовал зачислить молодого футболиста в «Пахтакор». В начале он играл в нападении, однако вскоре тогдашний главный тренер клуба Михаил Якушин перевёл его в оборону
За ташкентский клуб Иванков провёл 8 лет. За время выступления в команде ему было присвоено звание Мастера спорта СССР. После ухода из «Пахтакора» защитник играл за другие узбекские клубы: «Шахриханец», «Хорезм» и «Наримановец».

### Тренер
Свою тренерскую работу Александр Иванков начал в «Наримановце». В этом клубе он параллельно завершал свою игровую карьеру. В 1986 году он был тренером сборной Узбекской ССР на Спартакиаде народов СССР. На ней узбекский коллектив занял второе место. За это достижение тренеру было присвоено звание Заслуженный тренер Узбекской ССР. В 1986—1987 годах наставник работал с самаркандским «Динамо».
После распада СССР наставник продолжил свою тренерскую работу. В 1994 году он сделал «Нурафшон» вице-чемпионом страны. В 1995 году Иванков в двух матчах руководил сборной Узбекистана. Команда в Афро-Азиатском кубке Наций достойно сопротивлялась против сборной Нигерии.
С июня 1996 года работал главным тренером «Пахтакора». Под его руководством команда стала обладателем Кубка Узбекистана в 1997 году. В 2000 вновь возглавил «Пахтакор», но отработал только полгода.
Скончался 6 июня 2004 года. Похоронен на Коммунистическом участке (карта № 2) Кладбища № 1 в Ташкенте.
Его сын Денис (р. 1972) также был футболистом. Он выступал на позиции вратаря за ряд узбекских клубов, включая «Пахтакор».

## Достижения
- Финалист Спартакиады народов СССР: 1986
- Вице-чемпион Узбекистана: 1994.
- Финалист Кубка Узбекистана: 1996.